# 日京齊 (柳巴爾區)
49°54′50″N 27°34′19″E / 49.91389°N 27.57194°E
日京齊（烏克蘭語：Житинці）是烏克蘭北部的村莊，隸屬日托米爾州的日托米爾區。該村面積9.08平方公里，海拔高度271米，2001年人口270，人口密度每平方公里29.73人。